# Tyuljacsi járás

A Tyuljacsi járás Tatárföldön

A Tyuljacsi járás (oroszul Тюлячинский район, tatárul Теләче районы) Oroszország egyik járása Tatárföldön. Székhelye Tyuljacsi.

## Népesség
- 2002-ben 14 401 lakosa volt.
- 2010-ben 14 273 lakosa volt, melyből 12 727 tatár, 1 440 orosz, 10 mari, 9 ukrán, 6 csuvas, 4 baskír, 4 udmurt, 2 mordvin.